# کووسترو
کووِسترو آ گ (به آلمانی: Covestro AG) شرکتی آلمانی و زیر مجموعه شرکت شیمیایی بایر است که در ۱ سپتامبر ۲۰۱۵ تأسیس شد. تخصص اصلی این شرکت در تولید ترکیبات پلیمری چون پلی‌کربنات، پلی‌یورتان، چسب‌ها، سیلرها و پوشش‌های سطحی است.